# Beipiaognathus
Beipiaognathus (лат.) — сомнительный род целурозавров, окаменелые остатки которого были обнаружены в отложениях раннего мелового периода формации Yixian в провинции Ляонин, Китай. Типовой вид — Beipiaognathus jii, он был назван и описан Hu et al. в 2016 году. 

## История изучения и вопрос статуса
Авторами оригинального описания этот род был отнесён к Compsognathidae на основании наличия двух признаков: веерообразных остистых отростков позвонков и массивной I-1 фаланги пальца кисти. Однако он также отличается от других представителей семейства по нескольким признакам: зубы не зазубрены и имеют коническую форму; локтевая кость пропорционально длиннее; фаланга II-1 на кисти длиннее и прочнее, а хвост намного короче.
Тем не менее, Andrea Cau в неформальной работе 2016 года отметил ряд особенностей окаменелости, которые указывают на то, что она была искусственно собранной химерой, что делает этот образец филогенетически неинформативным, а таксон — недействительным. Также утверждается, что упомянутые признаки не являются уникальными для компсогнатид: веерообразные нервные отростки также встречаются у Ornithomimosauria и Troodontidae (Sinovenator), а мощные фаланги I-1 также встречается у альваресзаврид. Кроме того, в работе упомянуто использование костей из разных частей скелетов сторонних животных для имитации тех или иных анатомических элементов находки (например, использование коракоида неизвестного динозавра для имитации костей таза).
Химерный статус Beipiaognathus был впервые отмечен в научной литературе Xing et al.. в 2020 году при описании Xunmenglong.